# Symphorema luzonicum
Symphorema luzonicum là một loài thực vật có hoa trong họ Hoa môi. Loài này được (Blanco) Fern.-Vill. miêu tả khoa học đầu tiên năm 1880.